# 森島厳島浅間神社
森島厳島浅間神社（もりじまいつくしませんげんじんじゃ）は、静岡県富士市にある神社。全国にある厳島神社と浅間神社の一社。

## 祭神
厳島神社の市杵島比売命と、浅間神社の木花之佐久夜毘売命を主祭神としている。

## 歴史
1891年（明治24年）に、森島厳島神社が森下浅間神社を合祀し、森島厳島浅間神社となった。
森島厳島神社
元は森島辨才天社と称していたが、1868年（明治元年）3月の神仏分離令により、森島厳島神社と改称された。
森下浅間神社
急流・富士川の洪水から守る為、そして農地（特に稲作）への安定的な水の供給を願い、水の神である「木花之佐久夜毘売命」を森下村（旧富士町の一部）の氏神様として祀られていたが、1858年（安政5年）6月の富士川の洪水で流され、その後再建されなかった。

## 境内
246坪の境内に、本殿、拝殿などからなる地域の神社。拝殿は地域の公的倉庫も兼ねている。

## 例祭
- 合祀祭　5月2日
- 秋季例大祭　10月16日

## 現地情報
所在地
- 静岡県富士市森島宇西側274番地

交通アクセス
- JR東海道本線 富士駅より、徒歩約20分
- 東名高速道路 富士川スマートICより、自動車で約10分
- 東名高速道路 富士ICより、自動車で約20分